# Dovania neumanni
Dovania neumanni là một loài bướm đêm thuộc họ Sphingidae. Loài này có ở forests ở Ethiopia.
Chiều dài cánh trước khoảng 24–26 mm. Nó gần giống loài Dovania poecila.